# Total Drama Action
Total Drama Action (TDA) er en canadisk tegnefilmserie. Det er anden sæson af Total Drama. Showet havde premiere den 11. januar 2009 og sluttede den 6. april 2010.

## Handling
Total Drama Action er Sæson 2, af Total drama Island, hvor 22 deltagere skulle kæmpe om 100.000 canadiske dollars. I denne sæson konkurrerer deltagerne om 1 million dollars, men kun de 14 af deltagerne der kom tættest på at vinde Total Drama Island, er med. 14 deltagere skal kæmpe om præmier, og hvor deres udfordringer foregår om forskellige film genre, derfor skal de spille skuespil og klare de forskellige prøver. Når et hold taber og sender en af deres medspillere hjem, skal taberne gå ned af skammens løber, og tage en limousine hjem.

## Afsnit
1. Monster penge
2. Rumvæsen flugten
3. Drama på sættet
4. Den store badesag
5. Crazytown
6. TDA: Efterspil: Kassen går af Trent
7. Flugten fra total-catras
8. Den der røg i svinget
9. Lagkage for viderekomne
10. Kuk i katastrofen
11. Full metal drama
12. TDA: Efterspil: Gwen i ilden
13. En ordenlig syg gangsterfilm
14. For over 1 million år siden
15. Total Drama Sport
16. Mænd der hader teenagere
17. De fantastiske 7
18. TDA: Efterspil: Bridgette svømmer mod strømmen
19. Prinsessen og de myre riddere
20. Mord i hygge ekspressen
21. Stjerne drømmen

22. Courtney på spring, Owen i skjul
23. Owen rejsen: 2009
24. Dus med dyr
25. Pirat action
26. TDA: Efterspil: Hvem vil gerne vinde 1 million
27. Klap for de kendtes Total Drama Action Genforenings Special

## Karakterer
Total drama Action Værten er Chris Mcclean, og han er stadig og deltagerne er 16 år gamle.
- Duncan – har flere gange flygtet fra ungdomsfængslet og er den skrappe type. Kæreste med Courtney
- Courtney – er en ledertype og perfektionist og som hele tiden ringer til sin advokat når der er noget hun er utilfreds med.
- Harold – en rollespilsnørd. Fjende med Ducan og kæreste med Leshowna
- Leshowna – en stor bred mørkhudet dame inde fra storbyen.
- D.J – en stor mørkhudet mand som er en tøsedreng og har en stor kærlighed for sin kanin kaninus, som er fra Total Drama Island
- Heather – en sorthåret pige som er en mester til at snyde bedrage og manipulere med folk og er stort fjende med alle det andre deltager.
- Trent – en følsom type som bruger det meste af tiden på at spille på guitaren og kæreste med Gwen.
- Gwen – en typisk goth pige.
- Owen – en stor dreng på 150 kilo som spiser meget mad og er kæreste med Izzy.
- Izzy (iflg. hende selv hedder hun nogle gange Eksplosivio) – en skizofren pige med en IQ på 270 og mange sære vaner (er fx på flugt fra det canadiske militærpoliti) og kæreste med Owen.
- Justin – en mørk mand med et perfekt udsende, som charmer alle damerne i Total Drama Island
- Beth – en typisk bondegårdspige som har en kæreste der hedder Brad (med i sidste afsnit)
- Lindsay – en dum blondine som er meget modeinteresseret og kæreste med Tyler.
- Geoff – en festabe som er kæreste med Bridgette.
- Bridgette – en typisk miljøelsker og vegetar, som elsker at surfe.
- Tyler – en sportsmand som er bange for høns.
- Chef Hatchet – kokken i programmet hvor han laver bruger det meste af tiden til at lave ækel mad og at være gode venner med Chris.
- Eva – en hidsig og muskuløs som har et fjendtligt forhold til mange af det andre deltager

## Stemmer (original)
- Christian Potenza lægger stemme til Chris McLean
- Megan Fahlenbock lægger stemme til Gwen
- Stephanie Ann Mills lægger stemme til Lindsay og Katie
- Rachel Wilson lægger stemme til Heather
- Scott McCord lægger stemme til Owen og Trent
- Drew Nelson lægger stemme til Duncan
- Clé Bennett lægger stemme til DJ og Chef Hatchet
- Novie Edwards lægger stemme til LeShawna
- Julia Chantrey lægger stemme til Eva
- Emilie Barlow lægger stemme til Courtney
- Sarah Gadon lægger stemme til Beth
- Kristin Fairlie lægger stemme til Bridgette
- Brian Froud lægger stemme til Harold
- Peter Oldring lægger stemme til Tyler, Cody og Ezekiel
- Adam Reid lægger stemme til Justin
- Katie Crown lægger stemme til Izzy
- Lauren Lipson lægger stemme til Sadie
- Dan Petronijevic lægger stemme til Geoff

## Episoder
| Season | Episodes | Dansk premiere     |
| ------ | -------- | ------------------ |
| 2      | 27       | 10. september 2009 |

## Status
| Plads | Deltager  | Hold            | Status I                 | Status II             | Hold Status |
| ----- | --------- | --------------- | ------------------------ | --------------------- | ----------- |
| 14/15 | Geoff     | N/A             | Startede Afsnit 1        | Elimineret Afsnit 2   | Intet Hold  |
| 14/15 | Bridgette | N/A             | Startede Afsnit 1        | Elimineret Afsnit 2   | Intet Hold  |
| N/A   | Izzy      | De Gode Gribe   | Startede Afsnit 1        | Elimineret Afsnit 3   | Hold        |
| 13    | Trent     | De Gode Gribe   | Startede Afsnit 1        | Elimineret Afsnit 5   | Hold        |
| 12    | Gwen      | De Gale Gaffere | Startede Afsnit 1        | Elimineret Afsnit 7   | Hold        |
| 11    | DJ        | De Gale Gaffere | Startede Afsnit 1        | Elimineret Afsnit 9   | Hold        |
| 10    | Izzy      | De Gode Gribe   | Startede Afsnit 1        | Elimineret Afsnit 11  | Hold        |
| N/A   | Owen      | De Gode Gribe   | Startede Afsnit 1        | Elimineret Afsnit 13  | Hold        |
| 9     | Heather   | De Gale Gaffere | Startede Afsnit 1        | Elimineret Afsnit 15  | Hold        |
| 8     | LeShawna  | De Gale Gaffere | Startede Afsnit 1        | Elimineret Afsnit 17  | Sammensat   |
| 7     | Justin    | De Gode Gribe   | Startede Afsnit 1        | Elimineret Afsnit 19  | Sammensat   |
| 6     | Lindsay   | De Gode Gribe   | Startede Afsnit 1        | Elimineret Afsnit 21  | Sammensat   |
| 5     | Harold    | De Gale Gaffere | Startede Afsnit 1        | Elimineret Afsnit 23  | Sammensat   |
| 3/4   | Owen      | De Gode Gribe   | Vender Tilbage Afsnit 21 | Fyret Afsnit 24       | Sammensat   |
| 3/4   | Courtney  | De Gode Gribe   | Startede Afsnit 13       | Elimineret Afsnit 24  | Sammensat   |
| 2     | Beth      | De Gode Gribe   | Startede Afsnit 1        | Anden Plads Afsnit 26 | Sammensat   |
| 1     | Duncan    | De Gale Gaffere | Startede Afsnit 1        | Vinder Afsnit 26      | Sammensat   |

## Finalen
I Finalen stod det lige mellem Duncan og Beth, og derfor måtte der laves en ekstra finale. Hvor seerne skulle stemme på www.Cartoon Network.Nu,.